# Marta Łagownik
Marta Łagownik (1995) es una deportista polaca que compite en triatlón.
Ganó dos medallas en el Campeonato Mundial de Triatlón de Larga Distancia, en los años 2024 y 2025, y tres medallas en el Campeonato Europeo de Triatlón de Media Distancia entre los años 2023 y 2025.

## Palmarés internacional
| Campeonato Mundial | Campeonato Mundial     | Campeonato Mundial | Campeonato Mundial |
| Año                | Lugar                  | Medalla            | Prueba             |
| ------------------ | ---------------------- | ------------------ | ------------------ |
| 2024               | Townsville (Australia) | Medalla de plata   | Individual         |
| 2025               | Pontevedra (España)    | Medalla de plata   | Individual         |

| Campeonato Europeo | Campeonato Europeo | Campeonato Europeo | Campeonato Europeo |
| Año                | Lugar              | Medalla            | Prueba             |
| ------------------ | ------------------ | ------------------ | ------------------ |
| 2023               | Menen (Bélgica)    | Medalla de plata   | Individual         |
| 2024               | Coímbra (Portugal) | Medalla de oro     | Individual         |
| 2025               | Pamplona (España)  | Medalla de oro     | Individual         |